# Сурамелашвили, Григорий Фёдорович
Григорий Фёдорович Сурамелашвили (1915—2006) — наводчик орудия 399-го гаубичного артиллерийского полка (2-й гвардейской гаубичной артиллерийской бригады, 1-й гвардейской Глуховской Краснознамённой орденов Суворова II степени и Богдана Хмельницкого II степени дивизии прорыва Резерва Главного Командования, 13-й армии, 1-го Украинского) фронта, гвардии ефрейтор. Герой Советского Союза.

## Биография
Родился 28 января 1915 года в селе Дзегви Закавказского края Российской империи в крестьянской семье. Грузин. Окончил 5 классов. Работал бригадиром в колхозе.
В Красной Армии с 1939 года. На фронте в Великую Отечественную войну с сентября 1941 года. Член ВКП(б)/КПСС с 1941 года.
Наводчик орудия 399-го гаубичного артиллерийского полка ефрейтор Григорий Сурамелашвили в районе посёлка Патев, расположенного южнее польского города Сандомир, в период ожесточённых боёв со 2 по 4 августа 1944 года отразил несколько вражеских контратак, подбив тяжёлый танк, два бронетранспортёра, уничтожив значительное количество солдат противника, и удержал занимаемый рубеж.
Указом Президиума Верховного Совета СССР от 23 сентября 1944 года за образцовое выполнение боевых заданий командования и проявленные при этом мужество и героизм ефрейтору Сурамелашвили Григорию Фёдоровичу присвоено звание Героя Советского Союза с вручением ордена Ленина и медали «Золотая Звезда».
В 1945 году Г. Ф. Сурамелашвили демобилизован. В конце 1980-х — начале 1990-х годов жил в столице Грузии — городе Тбилиси, где до ухода на заслуженный отдых работал на железной дороге — в вагонном депо.
Награждён орденами Ленина, Отечественной войны 1-й и 2-й степеней, Красной Звезды, медалями.